# الطواف العالمي لكرة المضرب النسائية برعاية الاتحاد الدولي لكرة المضرب – 2020 (يوليو–سبتمبر)
جولة كرة المضرب العالمية للسيدات 2020 هي نسخة 2020 من الجولة ذات الدرجة الثانية لكرة المضرب الاحترافية للسيدات. وهي منظمة من قبل الاتحاد الدولي لكرة المضرب وتعتبر درجة تحت جولة رابطة محترفات التنس. تشمل جولة كرة المضرب العالمية للسيدات لاتحاد كرة المضرب الدولي بطولات تتراوح جوائزها المالية بين 15،000 دولار و100،000 دولار.
تم استئناف الجولة في 17 أغسطس بعد أن تم تعليقها منذ 13 مارس بسبب جائحة جائحة فيروس كورونا.

## المواسم
| مواسم الطواف العالمي لكرة المضرب النسائية برعاية الاتحاد الدولي لكرة المضرب | مواسم الطواف العالمي لكرة المضرب النسائية برعاية الاتحاد الدولي لكرة المضرب | مواسم الطواف العالمي لكرة المضرب النسائية برعاية الاتحاد الدولي لكرة المضرب | مواسم الطواف العالمي لكرة المضرب النسائية برعاية الاتحاد الدولي لكرة المضرب | مواسم الطواف العالمي لكرة المضرب النسائية برعاية الاتحاد الدولي لكرة المضرب | مواسم الطواف العالمي لكرة المضرب النسائية برعاية الاتحاد الدولي لكرة المضرب | مواسم الطواف العالمي لكرة المضرب النسائية برعاية الاتحاد الدولي لكرة المضرب | مواسم الطواف العالمي لكرة المضرب النسائية برعاية الاتحاد الدولي لكرة المضرب | مواسم الطواف العالمي لكرة المضرب النسائية برعاية الاتحاد الدولي لكرة المضرب | مواسم الطواف العالمي لكرة المضرب النسائية برعاية الاتحاد الدولي لكرة المضرب |
| تسعينيات القرن العشرين                                                      | تسعينيات القرن العشرين                                                      | تسعينيات القرن العشرين                                                      | تسعينيات القرن العشرين                                                      | تسعينيات القرن العشرين                                                      | تسعينيات القرن العشرين                                                      | تسعينيات القرن العشرين                                                      | تسعينيات القرن العشرين                                                      | تسعينيات القرن العشرين                                                      | تسعينيات القرن العشرين                                                      |
| --------------------------------------------------------------------------- | --------------------------------------------------------------------------- | --------------------------------------------------------------------------- | --------------------------------------------------------------------------- | --------------------------------------------------------------------------- | --------------------------------------------------------------------------- | --------------------------------------------------------------------------- | --------------------------------------------------------------------------- | --------------------------------------------------------------------------- | --------------------------------------------------------------------------- |
| 1994                                                                        | 1995                                                                        | 1995                                                                        | 1996                                                                        | 1997                                                                        | 1998                                                                        | 1999                                                                        |                                                                             |                                                                             |                                                                             |
| العقد الأول من القرن 21                                                     |                                                                             |                                                                             |                                                                             |                                                                             |                                                                             |                                                                             |                                                                             |                                                                             |                                                                             |
| 2000                                                                        | 2001                                                                        | 2002                                                                        | 2003                                                                        | 2004                                                                        | 2005                                                                        | 2006                                                                        | 2007                                                                        | 2008 الربع الأول · الربع الثاني · الربع الثالث                              | 2009                                                                        |
| العقد الثاني من القرن 21                                                    |                                                                             |                                                                             |                                                                             |                                                                             |                                                                             |                                                                             |                                                                             |                                                                             |                                                                             |
| 2010 الربع الأول · الربع الثاني · الربع الثالث · الربع الرابع               | 2011 الربع الأول · الربع الثاني · الربع الثالث · الربع الرابع               | 2012 الربع الأول · الربع الثاني · الربع الثالث · الربع الرابع               | 2013 الربع الأول · الربع الثاني · الربع الثالث · الربع الرابع               | 2014 الربع الأول · الربع الثاني · الربع الثالث · الربع الرابع               | 2015 الربع الأول · الربع الثاني · الربع الثالث · الربع الرابع               | 2016 الربع الأول · الربع الثاني · الربع الثالث · الربع الرابع               | 2017 الربع الأول · الربع الثاني · الربع الثالث · الربع الرابع               | 2018 الربع الأول · الربع الثاني · الربع الثالث · الربع الرابع               | 2019 الربع الأول · الربع الثاني · الربع الثالث · الربع الرابع               |
| العقد الثالث من القرن 21                                                    |                                                                             |                                                                             |                                                                             |                                                                             |                                                                             |                                                                             |                                                                             |                                                                             |                                                                             |
| 2020 الربع الأول · الربع الثاني · الربع الثالث · الربع الرابع               | 2021 الربع الأول · الربع الثاني · الربع الثالث · الربع الرابع               | 2022 الربع الأول · الربع الثاني · الربع الثالث · الربع الرابع               | 2023 الربع الأول · الربع الثاني · الربع الثالث · الربع الرابع               | 2024 الربع الأول · الربع الثاني · الربع الثالث · الربع الرابع               | 2025 الربع الأول · الربع الثاني · الربع الثالث · الربع الرابع               |                                                                             |                                                                             |                                                                             |                                                                             |

## المفتاح
| الفئات              |
| بطولات W100 للسيدات |
| بطولات W80 للسيدات  |
| بطولات W60 للسيدات  |
| بطولات W25 للسيدات  |
| بطولات W15 للسيدات  |

## الأشهر

### يوليو
لا توجد بطولات بسبب جائحة فيروس كورونا

### أغسطس
| الأسبوع  | البطولة | الفائزات                                                          | الوصيفات                           | المتأهلات لنصف النهائي                | المتأهلات لربع النهائي                                             |
| -------- | --- | ----------------------------------------------------------------- | ---------------------------------- | ------------------------------------- | ------------------------------------------------------------------ |
| 3 أغسطس  | البطولات الملغاة بسبب الجائحة                                                                                      | البطولات الملغاة بسبب الجائحة                                     | البطولات الملغاة بسبب الجائحة      | البطولات الملغاة بسبب الجائحة         | البطولات الملغاة بسبب الجائحة                                      |
| 10 أغسطس | البطولات الملغاة بسبب الجائحة                                                                                      | البطولات الملغاة بسبب الجائحة                                     | البطولات الملغاة بسبب الجائحة      | البطولات الملغاة بسبب الجائحة         | البطولات الملغاة بسبب الجائحة                                      |
| 17 أغسطس | أويرس، البرتغال ملعب ترابي W15 قرعة المباريات الفردية والزوجية                                                     | كلارا تاوسون 6–3، 6–2                                             | ماريا جوتييرز كاراسكو              | أماندا كاريراس أليس رامي              | كريستينا بوكشا شينغ كينوين إبفا جيريرا ألفاريز أناستاسيا كوماردينا |
| 17 أغسطس | أويرس، البرتغال ملعب ترابي W15 قرعة المباريات الفردية والزوجية                                                     | إبفا جيريرا ألفاريز ديان باري 7–6(7–1)، 6–0                       | فرانسيسكا خورخي أولغا بارز أزكويتا | أماندا كاريراس أليس رامي              | كريستينا بوكشا شينغ كينوين إبفا جيريرا ألفاريز أناستاسيا كوماردينا |
| 24 أغسطس | إنترناسيونالي دي تينيس ديل فريولي فينيتسيا جوليا كوردينونز، إيطاليا ملعب ترابي W15 قرعة المباريات الفردية والزوجية | شينغ كينوين 1–6، 0–6                                              | ميرا أنطونيتش                      | فديريكا دي سارا ألكسندرا فيتش         | مارتينا كاريغارو ميلانيا ديلاي أنيا فيلدجروبر تينا تسفيتكوفيتش     |
| 24 أغسطس | إنترناسيونالي دي تينيس ديل فريولي فينيتسيا جوليا كوردينونز، إيطاليا ملعب ترابي W15 قرعة المباريات الفردية والزوجية | مارتينا كولميجنا فديريكا دي سارا 2–6، 6–7(7–9)                    | أنجيليكا موراتيلي نيكا راديسيتش    | فديريكا دي سارا ألكسندرا فيتش         | مارتينا كاريغارو ميلانيا ديلاي أنيا فيلدجروبر تينا تسفيتكوفيتش     |
| 24 أغسطس | ألكمار، هولندا ملعب ترابي W15 قرعة المباريات الفردية والزوجية                                                      | سيندي بيرغر 1–6، 4–6                                              | نوما نوها أكوجو                    | مارين بارتود ناستازيا شونك            | سينا هيرمان مالينا هيلغو سارة كاكاريفيتش لينا روبيرت               |
| 24 أغسطس | ألكمار، هولندا ملعب ترابي W15 قرعة المباريات الفردية والزوجية                                                      | سوزان لامينس مارين بارتود 5–7، 6–7(3–7)                           | إيفا فيدير ستيفاني فيشر            | مارين بارتود ناستازيا شونك            | سينا هيرمان مالينا هيلغو سارة كاكاريفيتش لينا روبيرت               |
| 31 أغسطس | مونتيمور نوفو، البرتغال ملعب صلب W25 قرعة المباريات الفردية والزوجية                                               | بياتريس حداد مايا 1–6، 4–6                                        | جودي بوراج                         | إيوانا لوريدانا روسكا يلينا إن ألبيون | داريا ميشينا مايا لامسدن مارينا باسولس ريبييرا أنجيليكا موراتيللي  |
| 31 أغسطس | مونتيمور نوفو، البرتغال ملعب صلب W25 قرعة المباريات الفردية والزوجية                                               | مارينا باسولس ريبييرا إيوانا لوريدانا روسكا 7–6(7–5)، 4–6، [10–6] | جودي بوراج أوليفيا نيكلس           | إيوانا لوريدانا روسكا يلينا إن ألبيون | داريا ميشينا مايا لامسدن مارينا باسولس ريبييرا أنجيليكا موراتيللي  |
| 31 أغسطس | مربلة، إسبانيا ملعب ترابي W25 قرعة المباريات الفردية والزوجية                                                      | شينغ كينوين 6–4، 6–4، 6–4                                         | ألينا شاراييفا                     | أنيتا لابوتكوفا إيفون كافالي رييمرز   | لييري روميرو غورماز أوكسانا سيليخميتيفا أليس راميه ميريام بولغارو  |
| 31 أغسطس | مربلة، إسبانيا ملعب ترابي W25 قرعة المباريات الفردية والزوجية                                                      | ألينا شاراييفا أوكسانا سيليخميتيفا 6–2، 6–3                       | ميريام بولغارو فيكتوريا مونتيان    | أنيتا لابوتكوفا إيفون كافالي رييمرز   | لييري روميرو غورماز أوكسانا سيليخميتيفا أليس راميه ميريام بولغارو  |
| 31 أغسطس | ترييستي، إيطاليا ملعب ترابي W15 قرعة المباريات الفردية والزوجية                                                    | فريدريكا دي سارا 0–6، 6–1                                         | كاميلا روزاتيلو                    | لوسيا برونزيتي دليلا سبيرتيري         | ميكاييلا بايرلوفا ألكساندرا فيتش دانييلا فيزماني نوريا برانكاكيو   |
| 31 أغسطس | ترييستي، إيطاليا ملعب ترابي W15 قرعة المباريات الفردية والزوجية                                                    | يوليانا ليزارازو أوروورا زانتيديشي 6–3، 6–2                       | ميلانيا دلاي ليزا بيجاتو           | لوسيا برونزيتي دليلا سبيرتيري         | ميكاييلا بايرلوفا ألكساندرا فيتش دانييلا فيزماني نوريا برانكاكيو   |
| 31 أغسطس | Otočec، سلوفينيا ملعب ترابي W15 قرعة المباريات الفردية والزوجية                                                    | زيفا فالكنر 6–0، 7–6(8–6)                                         | تينا تسفيتكوفيتش                   | نيكول فوسا هيرغو ناستازيا شونك        | مانسا بيسلاك رومانا شيسوفسكا سينا هيرمان فاندا لوكاش               |
| 31 أغسطس | Otočec، سلوفينيا ملعب ترابي W15 قرعة المباريات الفردية والزوجية                                                    | تينا تسفيتكوفيتش بيا لوفرتيش 6–3، 6–1                             | دوركا دراهوتا-زابو أدريان ناغي     | نيكول فوسا هيرغو ناستازيا شونك        | مانسا بيسلاك رومانا شيسوفسكا سينا هيرمان فاندا لوكاش               |

### شتنبر
| الأسبوع                                                                                   | البطولة                                                                              | الفائزات                                                    | الوصيفات                                | المتأهلات لنصف النهائي                                                 | المتأهلات لربع النهائي                                              |
| ----------------------------------------------------------------------------------------- | ------------------------------------------------------------------------------------ | ----------------------------------------------------------- | --------------------------------------- | ---------------------------------------------------------------------- | ------------------------------------------------------------------- |
| 7 سبتمبر                                                                                  | L'Open 35 de Saint-Malo سان مالو، فرنسا ملعب ترابي W60+H Singles Draw – Doubles Draw | ناديه بودوروسكا 4–6، 5–7، 2–6                               | كريستينا بوكشا                          | ماريا كاميلا أوسوريو سيرانو ماجدالينا فريتش                            | أوسيان دودان كلارا بوريل فارفارا ليبتشينكو إيفا غيريرو ألفاريز      |
| 7 سبتمبر                                                                                  | L'Open 35 de Saint-Malo سان مالو، فرنسا ملعب ترابي W60+H Singles Draw – Doubles Draw | بولا كانيا كاتارزينا بيتر 2–6، 4–6                          | ماجدالينا فريتش فيكتوريا غولوبيتش       | ماريا كاميلا أوسوريو سيرانو ماجدالينا فريتش                            | أوسيان دودان كلارا بوريل فارفارا ليبتشينكو إيفا غيريرو ألفاريز      |
| 7 سبتمبر                                                                                  | براغ، جمهورية التشيك ملعب ترابي W25 قرعة المباريات الفردية والزوجية                  | يانا كابلوفا 4–6، 6–7(4–7)                                  | ريناتازارازوا                           | يوكي نايتو أوانا جورجيتا سيميون                                        | باربورا كرجتشيكوفا جوهانا ماركوفا جيسيكا ماليتشيكوفا سوزان لامينس   |
| 7 سبتمبر                                                                                  | براغ، جمهورية التشيك ملعب ترابي W25 قرعة المباريات الفردية والزوجية                  | أنستاسيا ديشيتش جوهانا ماركوفا 2–6، 1–6                     | صوفيا سيوينغ كاتي فولينيتز              | يوكي نايتو أوانا جورجيتا سيميون                                        | باربورا كرجتشيكوفا جوهانا ماركوفا جيسيكا ماليتشيكوفا سوزان لامينس   |
| 7 سبتمبر                                                                                  | تارفيزيو، إيطاليا ملعب ترابي W25 قرعة المباريات الفردية والزوجية                     | فيديريكا دي سارا 6–3، 3–6، 4–6                              | مارينا زانيفسكا                         | فرانشيسكا جونز كاثينكا فون ديكمان                                      | ليا بوشكوفيتش ماري بينوا جوليا جربر تيساه أندريانجافيتريمو          |
| 7 سبتمبر                                                                                  | تارفيزيو، إيطاليا ملعب ترابي W25 قرعة المباريات الفردية والزوجية                     | ماري بينوا ألكساندرا كادانتسو 1–6، 3–6                      | آنا بوندير باولا أورمايتشيا             | فرانشيسكا جونز كاثينكا فون ديكمان                                      | ليا بوشكوفيتش ماري بينوا جوليا جربر تيساه أندريانجافيتريمو          |
| 7 سبتمبر                                                                                  | فيغيرا دا فوز، البرتغال ملعب صلب W25+H قرعة المباريات الفردية والزوجية               | جورجينا غارسيا بيريز 7–6(10–12)، 5–7، 4–6                   | بياتريس حداد مايا                       | كلارا تاوسون أندريا لازارو غارسيا                                      | مايا لومسدن مارينا باسولس ريبيرا ساندرا سمير لوكريتسيا ستيفانيني    |
| 7 سبتمبر                                                                                  | فيغيرا دا فوز، البرتغال ملعب صلب W25+H قرعة المباريات الفردية والزوجية               | إنغريد جامارا مارتينس بياتريس حداد مايا 5–7، 1–6            | جاكلين كاباج أود إينيس مورتا            | كلارا تاوسون أندريا لازارو غارسيا                                      | مايا لومسدن مارينا باسولس ريبيرا ساندرا سمير لوكريتسيا ستيفانيني    |
| 7 سبتمبر                                                                                  | فارنا (بلغاريا) ملعب ترابي W15 قرعة المباريات الفردية والزوجية                       | مالين هليغو 6–7(1–7)، 3–6، 3–6                              | سيباستيانا سكيليبوتي                    | غيرغانا توبالوفا بيتيا أرشينكوفا                                       | إيوانا لوريدانا روسكا شانتال ساوفانت إلينا-تودورا كادار أوزلم عثمان |
| 7 سبتمبر                                                                                  | فارنا (بلغاريا) ملعب ترابي W15 قرعة المباريات الفردية والزوجية                       | كريستينا دينو إيوانا لوريدانا روسكا 4–6، 6–3، [7–10]        | أوانا جافريلا أندريا روشكا              | غيرغانا توبالوفا بيتيا أرشينكوفا                                       | إيوانا لوريدانا روسكا شانتال ساوفانت إلينا-تودورا كادار أوزلم عثمان |
| 7 سبتمبر                                                                                  | سان باليه سير مير، فرنسا ملعب ترابي W15 قرعة المباريات الفردية والزوجية              | كايسا هينيمان 6–3، 3–6، 6–7(6–8)                            | دوركا دراهوتا-سابو                      | ليكسي ستيفنز أدريان ناغي                                               | أوسيان بابل نينا ستادلر تاميرا باسيك فيكي فان دي بير                |
| 7 سبتمبر                                                                                  | سان باليه سير مير، فرنسا ملعب ترابي W15 قرعة المباريات الفردية والزوجية              | ياسمين منصوري لوسي وارجنييه 0–6، 3–6                        | أنائيل لورك لوسي نغوين تان              | ليكسي ستيفنز أدريان ناغي                                               | أوسيان بابل نينا ستادلر تاميرا باسيك فيكي فان دي بير                |
| 14 سبتمبر                                                                                 |                                                                                      |                                                             |                                         |                                                                        |                                                                     |
| Open de Cagnes-sur-Mer كاني سور مير، فرنسا ملعب ترابي W80 قرعة المباريات الفردية والزوجية | سارا سوريبس تورمو 3–6، 4–6                                                           | إرينا براء                                                  | فيكتوريا توموفا فارفارا غراتشيفا        | فيكتوريا غولوبيتش داريا غافريلوفا أوسيان دودان ليزيت كابريرا           |                                                                     |
| Open de Cagnes-sur-Mer كاني سور مير، فرنسا ملعب ترابي W80 قرعة المباريات الفردية والزوجية | سامانثا موراي (تنس) جوليا فاشاكزيك 5–7، 2–6                                          | بولا كانيا كاتارزينا بيتر                                   | فيكتوريا توموفا فارفارا غراتشيفا        | فيكتوريا غولوبيتش داريا غافريلوفا أوسيان دودان ليزيت كابريرا           |                                                                     |
| Zagreb Ladies Open زغرب، كرواتيا ملعب ترابي W25 قرعة المباريات الفردية والزوجية           | آنا كونجوه 4–6، 2–6                                                                  | تيريزا مردجا                                                | أندريا روشتا كاميلا راخيموفا            | ديانا رادانوفيتش فرانسيسكا جونز ميريام بيوركلاند أماندين هيس           |                                                                     |
| Zagreb Ladies Open زغرب، كرواتيا ملعب ترابي W25 قرعة المباريات الفردية والزوجية           | سيلفيا نجيريتش ديانا رادانوفيتش 6–4، 5–7، [8–10]                                     | فالنتيني جراماتيكوبولو آنا صوفيا سانشيز                     | أندريا روشتا كاميلا راخيموفا            | ديانا رادانوفيتش فرانسيسكا جونز ميريام بيوركلاند أماندين هيس           |                                                                     |
| فريدك-ميستك، جمهورية التشيك ملعب ترابي W25 قرعة المباريات الفردية والزوجية                | شينغ كينوين 3–6، 4–6، 0–6                                                            | غابرييلا تالابا                                             | ميريوم كولودزيجوفا رالوكا سيربان        | باربورا كرجتشيكوفا نينا بوتوتشنيك سيندي برغر جوهانا ماركوفا            |                                                                     |
| فريدك-ميستك، جمهورية التشيك ملعب ترابي W25 قرعة المباريات الفردية والزوجية                | أنستازيا داتسيوك جوهانا ماركوفا 1–6، 4–6                                             | ميريوم كولودزيجوفا يسيكا ماليكوفا                           | ميريوم كولودزيجوفا رالوكا سيربان        | باربورا كرجتشيكوفا نينا بوتوتشنيك سيندي برغر جوهانا ماركوفا            |                                                                     |
| جرادو، إيطاليا ملعب ترابي W25 قرعة المباريات الفردية والزوجية                             | سينا هيرمان 4–6، 5–7                                                                 | لارا سالدن                                                  | ليزا بيجاتو الكسندرا كادانتو            | آنا بوندار دليلا ياكوبوفيتش ستيفانيا روبيني جوليا غرابر                |                                                                     |
| جرادو، إيطاليا ملعب ترابي W25 قرعة المباريات الفردية والزوجية                             | آنا بوندار فاني ستولار 5–7، 2–6                                                      | فيديريكا دي ساررا كاميلا روزاتيلو                           | ليزا بيجاتو الكسندرا كادانتو            | آنا بوندار دليلا ياكوبوفيتش ستيفانيا روبيني جوليا غرابر                |                                                                     |
| سانتاريم، البرتغال ملعب صلب W15 قرعة المباريات الفردية والزوجية                           | بياتريس حداد مايا 0–6، 0–6                                                           | مارتينا كوبكا                                               | باربرا غاتيكا أوسيان بابل               | إنغريد غامارا مارتنز ماغالي كيمبن فيكتوريا مورفايوفا جوستينا ميكولسكيت |                                                                     |
| سانتاريم، البرتغال ملعب صلب W15 قرعة المباريات الفردية والزوجية                           | فرانسيسكا خورخي أولغا باريس أزكويتا 2–6، 3–6                                         | مارتينا كوبكا فاليريا ستراخوفا                              | باربرا غاتيكا أوسيان بابل               | إنغريد غامارا مارتنز ماغالي كيمبن فيكتوريا مورفايوفا جوستينا ميكولسكيت |                                                                     |
| مليلية، إسبانيا ملعب ترابي W15 قرعة المباريات الفردية والزوجية                            | ماتيلدا موتافدزيك 2–6، 5–7                                                           | إيفون كافالي رييمرز                                         | لورا بيجوسي فيكتوريا خيمينيز كاسينتسيفا | لايري روميرو غورماس ماريا لوتا كايل لوسيا كورتز لوركا ألينا تشاريفا    |                                                                     |
| مليلية، إسبانيا ملعب ترابي W15 قرعة المباريات الفردية والزوجية                            | إيفون كافالي رييمرز أنجيلا فيتا بولودا 6(1–7)–7، 4–6                                 | كايسا هينيمان أنا سيشكوفا                                   | لورا بيجوسي فيكتوريا خيمينيز كاسينتسيفا | لايري روميرو غورماس ماريا لوتا كايل لوسيا كورتز لوركا ألينا تشاريفا    |                                                                     |
| منستير، تونس ملعب صلب W15 قرعة المباريات الفردية والزوجية                                 | شاليمار طالبي 2–6، 5–7، 4–6                                                          | آنا كوباريفا                                                | ليان تران يوليا هاتوككا                 | تيريزا داجنوخكوفا شيراز بشري زوي هوارد لولو سون                        |                                                                     |
| منستير، تونس ملعب صلب W15 قرعة المباريات الفردية والزوجية                                 | يوليا هاتوككا آنا كوباريفا 2–6، 5–7، [6–10]                                          | أوليفيا جرام داريا سيمينيستايا                              | ليان تران يوليا هاتوككا                 | تيريزا داجنوخكوفا شيراز بشري زوي هوارد لولو سون                        |                                                                     |
| 21 سبتمبر                                                                                 | برشيروف، جمهورية التشيك ملعب ترابي W25 قرعة المباريات الفردية والزوجية               | غريس مين 6–3، 0–6، 7–5                                      | جورجينا غارسيا بيريز                    | فالنتيني جراماتيكوبولو ميريام كولودجييجوفا                             | جيسيكا ماليشكوفا سوزان لامنس أنيتا لابوتكوفا جولي نيمير             |
| 21 سبتمبر                                                                                 | برشيروف، جمهورية التشيك ملعب ترابي W25 قرعة المباريات الفردية والزوجية               | شانتال شكاملوفا تيريزا سميتكوفا 7–6(7–5)، 7–6(7–4)          | نيكوليتا داسكالو رالوكا شيربان          | فالنتيني جراماتيكوبولو ميريام كولودجييجوفا                             | جيسيكا ماليشكوفا سوزان لامنس أنيتا لابوتكوفا جولي نيمير             |
| 21 سبتمبر                                                                                 | بورتو، البرتغال ملعب صلب W15 قرعة المباريات الفردية والزوجية                         | بياتريس حداد مايا 6–3، 6–2                                  | إنجريد غامارا مارتينز                   | مارينا باسولس ريبيرا أنستازيا كوليكوفا                                 | كاتي دان يوريكو ليلي ميازاكي فاليريا ستراخوفا أوسيان بابل           |
| 21 سبتمبر                                                                                 | بورتو، البرتغال ملعب صلب W15 قرعة المباريات الفردية والزوجية                         | كارولينا ألفيس مارينا باسولس ريبيرا 6–3، 4–6، [10–7]        | جوليا بايولا هيمينو ساكاتسومي           | مارينا باسولس ريبيرا أنستازيا كوليكوفا                                 | كاتي دان يوريكو ليلي ميازاكي فاليريا ستراخوفا أوسيان بابل           |
| 21 سبتمبر                                                                                 | المنستير، تونس ملعب صلب W15 قرعة المباريات الفردية والزوجية                          | يوليا هاتوكا 6–3، 6–2                                       | شاليمار تالبي                           | آنا كوباريفا داريا أستاخوفا                                            | لولو صن أليس روب كيارا كاتيني أنستازيا سوخوتينا                     |
| 21 سبتمبر                                                                                 | المنستير، تونس ملعب صلب W15 قرعة المباريات الفردية والزوجية                          | ليتسيا بولتشارتوفا داريا سيمينيستايا 6–2، 6–7(8–10)، [10–5] | داريا أستاخوفا أنستازيا سوخوتينا        | آنا كوباريفا داريا أستاخوفا                                            | لولو صن أليس روب كيارا كاتيني أنستازيا سوخوتينا                     |
| 28 سبتمبر                                                                                 | بورتو، البرتغال ملعب صلب W25 قرعة المباريات الفردية والزوجية                         | جورجينا غارسيا بيريز 1–6، 6–4، 6–3                          | فرانسيسكا خورخي                         | بياتريس حداد مايا كريستينا بوكشا                                       | كاتي دان جولي نيمير أندريا لازارو غارسيا سوزان بانديتشي             |
| 28 سبتمبر                                                                                 | بورتو، البرتغال ملعب صلب W25 قرعة المباريات الفردية والزوجية                         | جيمي لويب آنا صوفيا سانشيز 2–6، 6–3، [10–8]                 | يانا فيت إيرين راتليف                   | بياتريس حداد مايا كريستينا بوكشا                                       | كاتي دان جولي نيمير أندريا لازارو غارسيا سوزان بانديتشي             |
| 28 سبتمبر                                                                                 | المنستير، تونس ملعب صلب W15 قرعة المباريات الفردية والزوجية                          | شاليمار تالبي 6–2، 6–3                                      | داريا أستاخوفا                          | لولو سون ماريا لورديس كارل                                             | داريا سيمينستايا كيارا كاتيني أليس روب إيكاترينا فيشنيفسكايا        |
| 28 سبتمبر                                                                                 | المنستير، تونس ملعب صلب W15 قرعة المباريات الفردية والزوجية                          | داريا أستاخوفا داريا سيمينستايا 6–4، 6–3                    | ماريا لورديس كارل أوليفيا غرام          | لولو سون ماريا لورديس كارل                                             | داريا سيمينستايا كيارا كاتيني أليس روب إيكاترينا فيشنيفسكايا        |

## الروابط الخارجية
- "10،600 لاعبة، 1135 حدثًا: جولة الاتحاد الدولي لكرة المضرب العالمية للسيدات لعام 2023 بالأرقام". الاتحاد الدولي لكرة المضرب. اطلع عليه بتاريخ 2024-01-02.
- "أجندة جولة الاتحاد الدولي لكرة المضرب العالمية للسيدات". الاتحاد الدولي لكرة المضرب. اطلع عليه بتاريخ 2024-01-02.
- الاتحاد الدولي لكرة المضرب
- نسخة محفوظة 2014-03-15 على موقع واي باك مشين.